# Les Gardiens du Maser
Pour les articles homonymes, voir Maser (homonymie).
Les Gardiens du Maser est une série de bande dessinée de science-fiction créé par Massimiliano Frezzato dont le premier album est publié en janvier 1997 chez les Éditions USA.
Massimiliano Frezzato est assisté dans l'élaboration du scénario et des dialogues en français par Nikita Mandryka.
La série est reconnue pour son dessin et sa mise en couleur traditionnelle, dans des tons pastel et teintes froides mettant en avant l'univers post-apocalyptique.
À partir du tome 7, commençant la première époque, préquelle aux six premiers tomes, l'auteur s'associe à Fabio Ruotolo pour la colorisation, afin de se concentrer sur le scénario.

## Synopsis
60 Eiz (années) après la révolution des nains sur Kolonie, nous suivons les pérégrinations de Zérit, appartenant à un des rares groupuscules isolés d'êtres humains qui peuplent encore la planète, le village Maser. Il part, rapidement accompagné de Erha et Fango, à la recherche de la Tour, en espérant retrouver le savoir technologique perdu et ainsi revenir à un mode de vie proche de l'époque de la grande splendeur.

## Personnages

### Personnages principaux

#### Zérit
Maître-Gardien du village du Maser, il part en quête de la Tour comme ses prédécesseurs.

#### Erha
Biologiste du village du Maser, elle est la fille adoptive de Zérit et accessoirement le meilleur pilote du village.

#### Fango
Vivant sur une île isolée avec CIRO son robot-lecteur, c'est un mécanicien hors pair.

### Personnages secondaires

#### Succo
Prédécesseur de Zérit, il rencontra Tyta durant sa recherche de la Tour et en devint le père adoptif.

#### Tyta
Orpheline élevée par Succo, elle possède un lien avec Erha. Elle développe rapidement des sentiments pour Fango.

## Liste des tomes

### Seconde époque
- Tome 1 : La deuxième lune (1996, Ed. USA et M. Frezzato, janvier 1997)
- Tome 2 : L'île des nains (1997, Ed. USA et M. Frezzato, janvier 1998)
- Tome 3 : L'œil de la mer (1999, Ed. USA et M. Frezzato, avril 1999)

### Troisième époque
- Tome 4 : La tour de fer (2000, Ed. USA et M. Frezzato, septembre 2000)
- Tome 5 : Le bout du monde (2002, Ed. USA et M. Frezzato, janvier 2003)
- Tome 6 : Le village perdu (2005, Ed. USA et M. Frezzato, avril 2005)

### Première époque
- Tome 7 : La jeune reine (2007, Ed. USA et M. Frezzato, janvier 2007)
- Tome 8 : La grande splendeur (2010, Ed. Desinge & Hugo & Cie, décembre 2010)

### Hors-série
- Maser 4 les croquis (1999, Ed. USA et M. Frezzato, novembre 1999)
- Esquisses (2001, Ed. USA et M. Frezzato, septembre 2001)
- Les Originaux (2003, Ed. USA et M. Frezzato, avril 2003)

### Rééditions
Les 7 premiers volumes ont été réédités lors du passage chez l'éditeur Desinge & Hugo & Cie :
- Une réédition des volumes 1 à 3 sous la forme d'un volume unique nommé trilogie 1 avec la couverture du tome 1 ou une couverture inédite. (2009, Ed. Desinge & Hugo & Cie, juin 2009)
- Une réédition des volumes 4 à 6 sous la forme d'un volume unique nommé trilogie 2 avec la couverture du tome 5 ou une couverture inédite. (2009, Ed. Desinge & Hugo & Cie, septembre 2009)
- Tome 7 : La jeune reine (2009, Ed. Desinge & Hugo & Cie, septembre 2009)

### Documentation
- Massimiliano Frezzato (int. par Lisa Benkemoun), « Frezzato : Il te plaît, Maser ? », BoDoï, no 59,‎ janvier 2003, p. 4-5.